# Yaoi穴

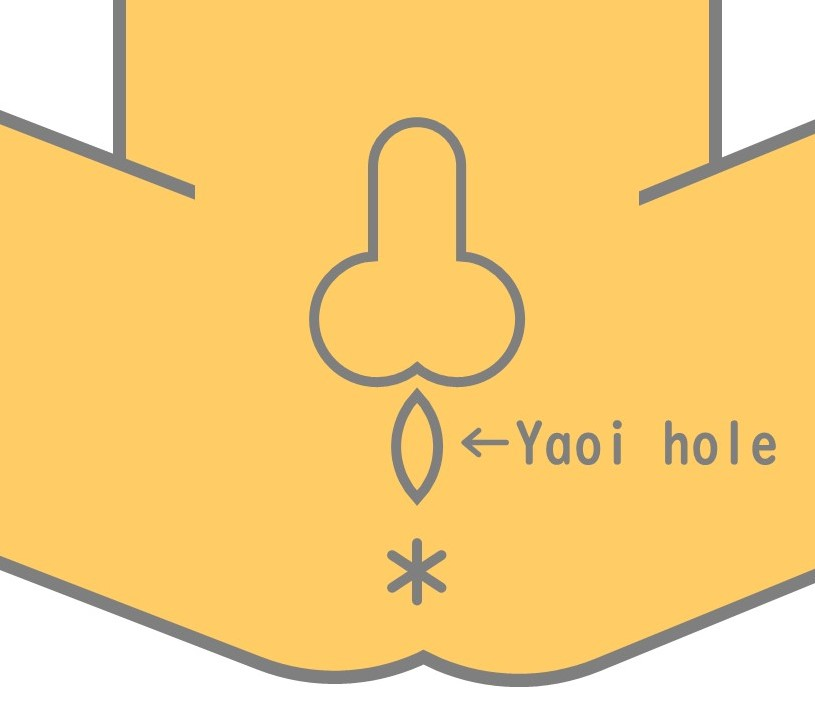

Yaoi穴（日语：やおい穴）指的是在yaoi作品中男性之间的性交场景中，在男性受的腹股沟附近描绘的穴。

## 概述
许多以男性同性恋为主题的女性漫画和小说，即所谓的"Yaoi"，描述了肛交。然而，在其中一些作品中，男性主体加入的姿势显然不是肛门，被插入的人（uke）的洞是湿的，这不符合肛门的要求，这导致人们认为接受者的两腿之间可能有一个不同于肛门的洞。这个洞被称为Yaoi穴。
据说，"在臀部周围有一个洞，男人们可以在那里成功地结合在一起"，这在Yaoi的粉丝中是一个共识，但对于这个洞的具体结构并不一致。有人认为，Yaoi穴是与肛门分开存在的器官，但也有人认为，Yaoi穴仍然是肛门。因此对Yaoi穴的具体定义也有争议。

## 历史
Yaoi穴的发现和发展历史，根据读者的立场，有相当不同的解释。在这里，它是根据社会学家兼Yaoi同人誌研究者金田淳子的历史观点来描述的。

### 1970s
根据金田的说法，1970年代是"没有穴的时代"：即使在森茉莉的枯葉の寝床(1962)中，著名的BL作家栗本薫将其尊为圣经，也没有直接的言论表明Yaoi穴的存在，金田在明治大学的米沢嘉博纪念图书馆查看了当时的同人圈子的期刊。金田发现最常见的图片是口交的图片，而没有一张图片暗示肛交。

### 1980s
金田将20世纪80年代描述为"发现穴的时代"。虽然最早对穴的描写不得而知，但他说，在栗本薰的真夜中の天使(1979)等作品中，有对穴的明确描述，如"滝用尽全身力气抱住肩膀，用力往里推"，"一种令人惊讶的狭窄感觉阻止了滝的动作"。然而，栗本更喜欢类似SM的关系，金田表示在栗本的作品中没有描写受体验快乐的内容。

### 1990s
1990年代是"发现前列腺的时代"。据金田说，关于前列腺的描写，即把手指插入受的前列腺，刺激受的前列腺，使受感觉良好，这种描写的数量增加，导致了"yaoi穴=肛门？"的想法。然而，大多数作品都把肛门器官描绘得很干净，即使不清洗也适合做爱，这样的形式被认为是在这一时期确立的。

### 2000s
大约在这个时候，开始出现了一些似乎参考实际同性恋性行为的作品，如直肠清洗和干性高潮。金田推测，这可能是由于同性恋性教学书籍和同性恋性视频在互联网上变得很容易获得。

### Yaoi穴一词的词源
Yaoi穴一词的词源并不清楚，但金田推测，它可能是由于互联网的传播，需要一种共同的语言来与数量不详的志同道合者交流而产生的。至于时间段，他说可能是2000年左右。